# ترژر آیلند (فلوریدا)
ترژر آیلند (به انگلیسی: Treasure Island) شهری در شهرستان پاینلاس ایالت فلوریدا است که در سال ۱۹۵۵ بنیان‌گذاری شده‌است. این شهر طبق سرشماری سال ۲۰۱۰ میلادی، ۶٬۷۶۸ نفر جمعیت داشته و مساحت آن نیز ۱۳٫۸ کیلومتر مربع است.